# Ludvig Messman
Carl Ludvig Ferdinand Messmann, efternamnet stavas ofta Messman, född 15 mars 1826 i Köpenhamn, Danmark, död 29 november 1893 i Göteborg, var en dansk konstnär främst verksam i Sverige som målare, tecknare och litograf.
Ludvig Messman var äldste sonen till sockerbagaren och oblattillverkaren Ludvig Ferdinand Messmann och Karen Andréa. År 1847 gifte han sig i Köpenhamn med Jensine Florentine Messmann som dog i en olycka i augusti 1889 när hon försökte rädda en flicka från att bli överkörd på Bangatan i Göteborg. Den 1 oktober 1893, bara någon månad innan han dog gifte han om sig i  Oscar Fredriks kyrka med Constantia Severina, även hon född Messmann (1821–1916).

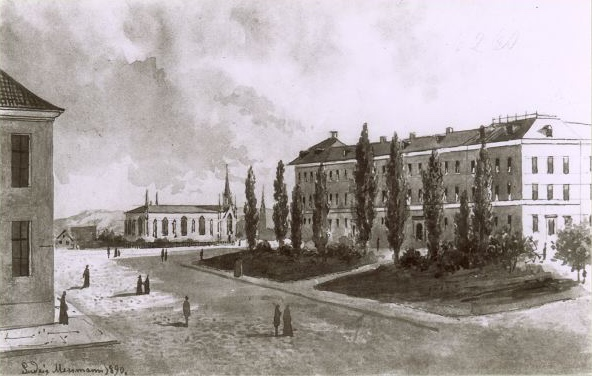
Borgerskapets kasern i Göteborg. Akvarell från 1890 av Ludvig Messman.

Efter sin utbildning i Köpenhamn deltog Messman under 1850-talet med flera målningar på Charlottenborgsutställningarna, där bland annat Fredrik VII gjorde ett flertal inköp. Hans konst bestod vid den här tiden mest av motiv från Köpenhamn med omnejd. År 1857 gjorde han en resa till Skåne för att 1859 anlända till Göteborg för att arbeta som tecknare åt förlaget Meyer & Köster. För detta förlag gjorde han illustrationer till verket Göteborg med dess omgifningar framställdt i taflor tillsammans med Carl Gustaf Berger. Den senare dog redan 1860 varför merparten illustrationer i detta verk är av Messman. I Göteborg verkade han som teckningslärare vid Slöjdskolan 1860-1866 och vid Chalmerska institutet 1860-1865. Messman slog aldrig igenom och levde under knappa förhållanden. Med tiden blev han ett känt original i Göteborg och beskrevs som att han drog fram på gatorna: "med fladdrande vitt hår, bandithatt på huvudet och en stor portfölj under armen". Mest känd är Messman för sina topografiska motiv av Göteborg, ofta utförda i akvarell.
Messmanns konst var länge ouppmärksammad men på utställningen Göteborg i konsten 1956 presenterades han större och likaså i boken med samma namn, av Kjell Hjern, som kom ut 1961. År 1966 publicerades Göteborg: skildrat i tavlor av Ludvig Messmann med en inledande essä av samma författare och 2015 återutgavs Göteborg med dess omgivningar framställt i tavlor.